# Ascot Gold Cup
Ascot Gold Cup er et britisk hestevæddeløb for gruppe 1 galopheste. Hestene skal løbe 4.023 meter, og de skal minimum være fire år gamle.
Løbet blev afholdt første gang i 1807, og er det mest prestigefyldte stayerløb (løb over lang distance) i Storbritannien. Det afholdes hvert år i juni måned på Ascot Racecourse, under overværelse af regenten.